# Thomas Schaaf
Thomas Schaaf (Mannheim, 30 de abril de 1961) é um ex-futebolista e treinador de futebol alemão, famoso por treinar o Werder Bremen durante 14 anos.
Na época de jogador, defendeu também o Werder Bremen, onde chegou em 1972 para as categorias de base. Estreou profissionalmente em 1978, inicialmente na equipe reserva, e foi apenas na temporada 1980-81 que ele firmou-se entre os titulares. Em 17 anos como atleta, foram 281 jogos e 14 gols pelo Campeonato Alemão (no total, foram 361 partidas e 18 gols marcados). Entre 1987 e 1995 (ano em que encerrou a carreira), acumulou funções de jogador, treinador das categorias de base e auxiliar-técnico de Otto Rehhagel. Chegou também a jogar 2 partidas pela Seleção Alemã sub-21, em 1987.
Na temporada 2008-09, Schaaf levou o Werder Bremen a uma inédita final de Copa da UEFA (sendo a última edição do torneio), mas acabou perdendo o título para o time ucraniano Shakhtar Donetsk. Apesar disso, foi campeão da Copa da Alemanha, após vencer o Bayer Leverkusen na final.
Em 15 de maio de 2013, a demissão de Schaaf encerrou uma trajetória de 14 anos no comando técnico do Werder Bremen. "Eu tive um periodo extraordinário aqui, com muitas experiências positivas e grandes sucessos. Eu gostaria de agradecer a todos que me acompanharam e me ajudaram nesta jornada. Gostaria de desejar um futuro de sucesso ao Werder Bremen", declarou Schaaf.
Voltou à ativa em maio de 2014, desta vez comandando o Eintracht Frankfurt, assinando um contrato de 2 anos. Deixou a equipe um ano depois, com 36 jogos disputados. Em dezembro de 2015, foi contratado pelo Hannover 96 para o lugar de Michael Frontzeck.

## Títulos

### Como jogador
- Campeonato Alemão: 1988, 1993
- Copa da Liga Alemã: 1988, 1993, 1994
- Copa da Alemanha: 1991, 1994
- Taça dos Clubes Vencedores de Taças: 1992

### Como treinador
- Copa da Alemanha: 1999, 2004, 2009
- Campeonato Alemão: 2004
- Copa da Liga Alemã: 2006
- Supercopa da Alemanha: 2009